# Jenks' Day Off
Jenks' Day Off er en amerikansk stumfilm fra 1910.